# Spartochloa scirpoidea
Spartochloa scirpoidea là một loài thực vật có hoa trong họ Hòa thảo. Loài này được (Steud.) C.E.Hubb. miêu tả khoa học đầu tiên năm 1952. Chúng thường xuất hiện ở vùng Tây Úc.